# Verton
Verton ist eine französische Gemeinde mit 2.557 Einwohnern (Stand: 1. Januar 2022) im Département Pas-de-Calais in der Region Hauts-de-France. Verton ist Teil des Arrondissements Montreuil und des Kantons Berck. Die Einwohner werden Vertonnais genannt.

## Geografie
Verton liegt in der Landschaft Marquenterre nahe der Opalküste. Umgeben wird Verton von den Nachbargemeinden Rang-du-Fliers im Norden, Airon-Saint-Vaast im Nordosten, Wailly-Beaucamp im Osten, Lépine und Conchil-le-Temple im Südosten, Waben im Süden, Groffliers im Südwesten sowie Berck im Westen.
Am Ostrand der Gemeinde führt die Autoroute A16 entlang.

## Geschichte
1870 wurde die Gemeinde Rang-du-Fliers aus der Gemeinde Verton gelöst.

### Bevölkerungsentwicklung
| Jahr      | 1962 | 1968 | 1975 | 1982 | 1990 | 1999 | 2006 | 2012 |
| --------- | ---- | ---- | ---- | ---- | ---- | ---- | ---- | ---- |
| Einwohner | 760  | 746  | 954  | 1570 | 1947 | 2123 | 2223 | 2257 |

## Sehenswürdigkeiten

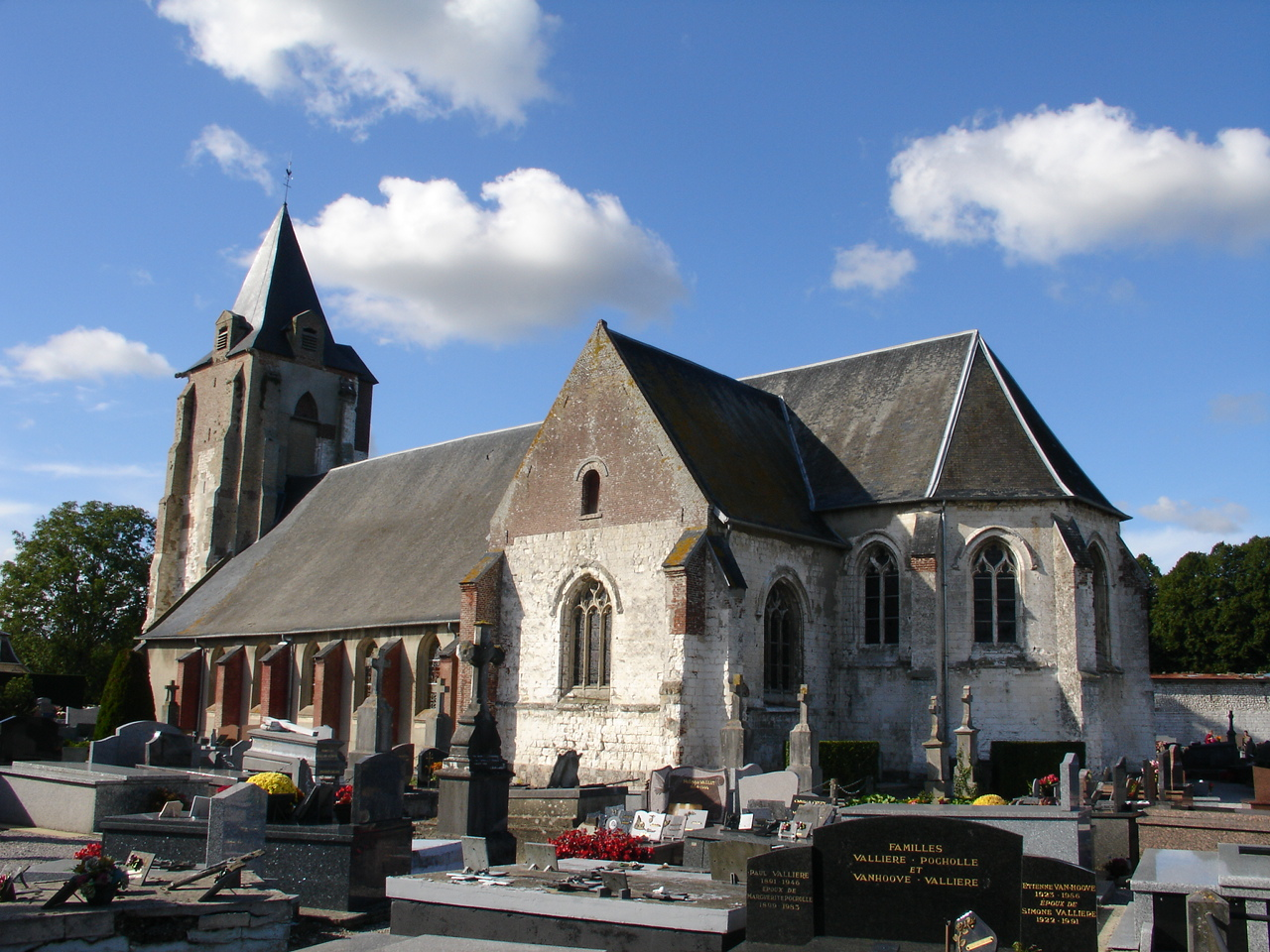
Kirche von Verton

- Kirche Saint-Michel aus dem 14./15. Jahrhundert
- Kapelle Saint-Maur aus dem Jahr 1838
- Schloss Verton
- Wassermühle